# Pirogă

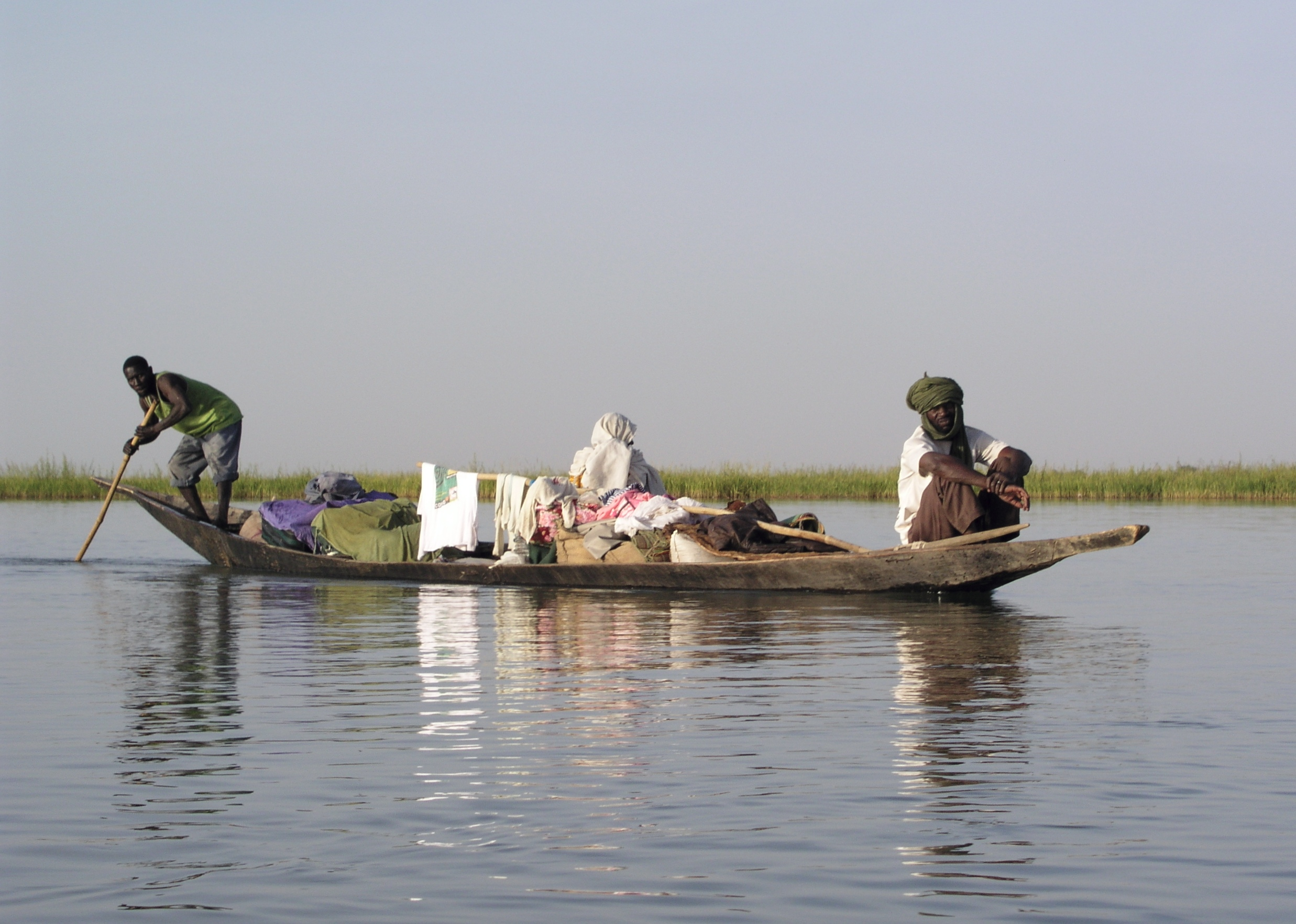
Pirogă pe Fluviul Niger, în Mali.

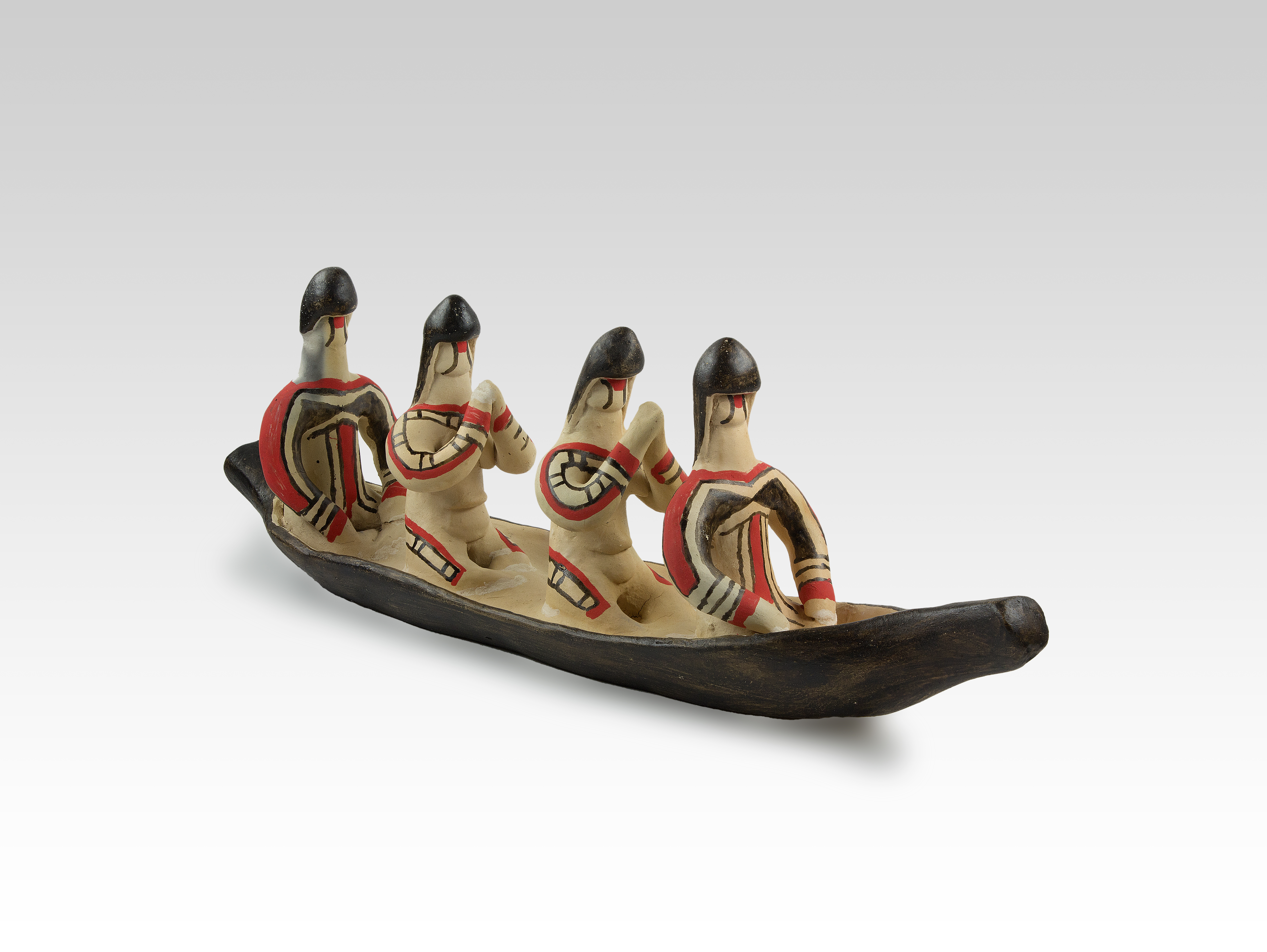
Statuetă Karajà: 4 persoane într-o pirogă, Brazilia - MHNT.

Piroga este o ambarcațiune primitivă, ușoară, lungă și îngustă, de obicei executată dintr-un singur trunchi de copac scobit. Ambarcațiune rudimentară, lungă și îngustă, cu vâsle sau cu pânze, construită prin scobirea sau cioplirea unui trunchi de copac ori confecționată din piei cusute, este folosită de amerindieni, de anumite populații din Africa, India, din insulele din sud-estul Asiei și din Oceanul Pacific. 